# رايموند ليم
رايموند ليم (بالصينية: 林双吉) (بالإنجليزية: Raymond Lim) هو سياسي سنغافوري، ولد في 24 يونيو 1959. حزبياً، نشط في حزب العمل الشعبي. وقد انتخب عضو مجلس الشعب السنغافوري عن دائرة East Coast Group Representation Constituency ‏ وقد انضم خلال فترته النيابية ‏  للكتلة البرلمانية حزب العمل الشعبي وانتخب عضو مجلس الشعب السنغافوري عن دائرة East Coast Group Representation Constituency ‏ وقد انضم خلال فترته النيابية ‏  للكتلة البرلمانية حزب العمل الشعبي وانتخب عضو مجلس الشعب السنغافوري.

## التعليم
كان ليم حاصلًا على منحة رودس ومنحة خطة كولومبو، ويحمل شهادات من جامعات أديلايد، وأكسفورد، وكلية كينغز في كامبريدج (ماجستير في القانون، 1987). قبل التحاقه بالجامعة، كان طالبًا ورياضيًا في مؤسسة رافلز.
وقبل توليه منصبًا سياسيًا، شغل عدة وظائف في القطاع المالي، وذلك بعد أن عمل محاضرًا في القانون في الجامعة الوطنية في سنغافورة، وعمل أيضًا مراسلًا في صحيفة "ذا ستريت تايمز".